# برلمان برمودا
برلمان برمودا (بالإنجليزية: Parliament of Bermuda)‏ هي الهيئة التشريعية في برمودا، تتكون من المجلس الأعلى Senate of Bermuda ‏
الذي يضم 11 مقعداً، والمجلس الأدنى House of Assembly of Bermuda ‏ الذي يضم 36 مقعداً.